# Филиппинцы в Японии
Филиппинцы в Японии (яп. 在日フィリピン人 Дзайнити фирипиндзин) — население Японии филиппинского происхождения, образуют четвёртую по численности этническую группу иммигрантов в стране согласно статистике министерства юстиции. По данным на 1998 год численность филиппинцев достигала 245 518 человек, однако в последующие годы серьёзно сократилась. В 2006 году браки между японцами и филиппинцами были наиболее распространены из всех межэтнических браков в стране. На март 2008 года численность филиппинского населения Японии составляет 221 817 человек. Сколько всего филиппинцев проживает в Японии выяснить сложно, так как официально Японское правительство (как и например правительство Франции) не собирает данные по этнической принадлежности своих граждан, и тех граждан Филиппин которые получили японское гражданство, японская статистика записывает только как японцев. По официальным японских данным по состоянию на декабрь 2024 года в Японии проживало 341 518 граждан Филиппин. По данным бюро по гражданским делам Министерства юстиции Японии в период с 2019 по 2023 год процедуру натурализации прошли 41 558 человек, из первой десятки стран по числу натурализовавшихся лиц граждане Филиппин в период с 2019 по 2023 год занимали пятое место, за данный период 1337 граждан Филиппин получили гражданство Японии (3,22 % от всех получивших гражданство Японии за данный период).